# Гарань, Михаил Иосифович
Михаил Иосифович Гарань (1899—1974) — советский горный инженер-геолог, первооткрыватель Саткинской группы месторождений кристаллического магнезита, директор геологической службы II ранга (1952).
Автор более 40 геологических отчетов и 30 печатных работ. Его имя занесено на мраморную доску «Первооткрыватели месторождений и крупные организаторы геологического изучения Урала» в вестибюле станции метро «Геологическая» города Екатеринбурга.

## Биография
Родился 14 октября (26 октября по новому стилю) 1899 года  в селе Стужица Холмской губернии (ныне в Польше) в крестьянской семье.
Учился в начальной школе, затем — в реальном училище. В 1915 году, перед оккупацией местности в ходе Первой мировой войны австро-германской армией, вместе с матерью эвакуировался в город Белебей Уфимской губернии (ныне — Республика Башкортостан). Окончил в 1920 году Белебеевскую школу II ступени и одновременно работал в лесном отделе Белебеевского уездного совета народного хозяйства. В этом же году, по путевке уездного отдела народного образования, поступил в Уральский горный институт. Но в 1929 году окончил геологоразведочное отделение Уральского политехнического института. Учился долго потому, что в это же время работал в геологических организациях Уральского геологического управления.
С июня 1927 по июль 1930 года Михаил Гарань руководил геологоразведочными работами на Саткинских месторождениях кристаллического магнезита в Челябинской области, в результате которых подсчитанные запасы магнезита в Саткинском районе увеличились в пять раз, что явилось крупнейшей сырьевой базой магнезитовой промышленности СССР. За эту работу в 1969 году был награждён специальным дипломом и нагрудным знаком «Первооткрыватель месторождения». С августа по октябрь 1930 года он находился в заграничной командировке в Австрии и Чехословакии, где изучал месторождения кристаллического магнезита этих стран. По возвращении в СССР, по 1943 год продолжил геологоразведочную деятельность на Южном Урале. В 1937 году Гарань был делегатом XVII сессии Международного Геологического конгресса в Москве, где сделал доклад о стратиграфии докембрийских отложений западного склона Южного Урала. В 1944 году защитил кандидатскую диссертацию на тему «О возрасте и условиях образования древних толщ западного склона Южного Урала».
С июня 1943 по январь 1947 года М. И. Гарань осуществлял руководство всеми геологосъемочными работами Уральского геологического управления. Составил ряд статей по кварцитам и бакальским железорудным месторождениям для своей сводной монографии «Геология СССР», том XII, Средний Урал (1947). Начиная с 1951 года, занимался в основном тематическими работами по составлению сводных геологических карт, а также подготовкой к изданию XII тома «Геологии СССР». В 1954 году он принял участие в составлении и редактировании Геологической карты Урала масштаба 1:200000, изданной в 1966 году. В 1960 году под его редакцией была издана Государственная геологическая карта СССР масштаба 1:200000. С конца 1960-х годов Гарань полностью переключился на проведение тематических работ по изучению стратиграфии и тектоники верхнепалеозойских и нижнепалеозойских отложений западного склона Урала.
Кроме научной, занимался и общественной деятельностью — в 1947—1950 был депутатом Свердловского областного Совета депутатов трудящихся.
Умер 2 октября 1974 года в Свердловске, похоронен на Широкореченском кладбище города. На этом же месте похоронены его дочь Ирина (1931—1976) и жена Татьяна Ивановна (урождённая Сахарова, 1902—1988).

## Награды
- Награждён орденами Ленина (1954), Трудового Красного Знамени (1949), «Знак Почёта» (1944) и медалями, в числе которых «За доблестный труд в Великой Отечественной войне 1941-1945 гг.» (1946).